# Tetragnatha angolaensis
Tetragnatha angolaensis is een spinnensoort in de taxonomische indeling van de strekspinnen.
Het dier behoort tot het geslacht Tetragnatha. De wetenschappelijke naam van de soort werd voor het eerst geldig gepubliceerd in 1988 door Okuma & Dippenaar-Schoeman.